# باتريك بابار
باتريك بابار أو باتريك سميتا باتيل هو ممثل هندي، ولد في 28 نوفمبر 1986 بمومباي في الهند. من الجوائز التي نالها جوائز فيلم فير.

## أعمال

### أفلام
- (2011) ضد القانون

## الحياة الشخصية
في عام 2011، أثناء تصوير فيلم Ekk Deewana Tha، بدأ علاقة مع الممثلة البريطانية إيمي جاكسون. انفصلا في العام التالي.
بعد صراع مع تعاطي المخدرات في عام 2013، وهي مشكلة عانى منها بابار في الماضي، خضع لإعادة التأهيل والاستشارة وظل رصينًا منذ ذلك الحين.
تزوج بابار من منتجة الأفلام، سانيا ساجار، في 23 يناير 2019 بعد مواعدة لعدة سنوات. انفصل الزوجان في عام 2020 وتطلقا في يناير 2023.
في يناير 2024، تمت خطوبته على صديقته الممثلة بريا بانيرجي. وتزوجا في 14 فبراير 2025.
في مارس 2025 غير اسمه من باتريك بابار باتيل إلى باتريك سميتا باتيل تبعا لأمه والسبب وراء ذلك حسب كلام زوجته أن والده لم يكن موجودا في حياته ايضا لم يكن مدعوا في زواجه.

## جوائز
- جوائز فيلم فير

## وصلات خارجية
- باتريك بابار على موقع IMDb (الإنجليزية)
- باتريك بابار على موقع قاعدة بيانات الأفلام العربية
- باتريك بابار على موقع ألو سيني (الفرنسية)
- باتريك بابار على موقع أول موفي (الإنجليزية)
- باتريك بابار على موقع قاعدة بيانات الفيلم (الإنجليزية)
- باتريك بابار على موقع كينوبويسك (الروسية)